# Constantin Ganesco
 (août 2022).
Constantin Ganesco, né le 12 avril 1864 à Bucarest et mort le 21 février 1951, est un peintre et sculpteur roumain.

## Biographie
Constantin Ganesco né de Barbe Ganesco, préfet de Bucarest, et d'Anna Isvorano. Il a un frère, Barbe, qui fut sénateur roumain et un demi-frère, Gregory, qui fut conseiller général de Montmorency, journaliste fondateur de La Lanterne et du Nain Jaune.
Barbe Ganesco s'installe avec sa famille en France avant 1870. Constantin et son frère Barbe font leur scolarité au lycée Fontanes (actuel lycée Condorcet). De 1883 à 1892 il étudie à l'Université Libre de Bruxelles, en Belgique. C'est à cette époque qu'il se lie d'amitié avec le poète André Fontainas et rencontre le grand peintre James Ensor. Après avoir obtenu un double doctorat en littérature et en droit, Il exerce brièvement la magistrature à Bucarest à partir de 1893. Gustave Cohen le décrit comme "un magistrat d'une indépendance et d'une originalité singulière, plus au courant de toutes les manifestations de la vie artistique et littéraire que des modernes pandectes".
Constantin se lance dans la sculpture à partir de 1896, sans passer par les Beaux-Arts. Il se forme au contact direct des artistes qu'il fréquente, tels que James Ensor et Félix Ziem. Ses lieux de résidence suivront les courants artistiques de l'époque, à Paris, Nice, Bruxelles, Nieuport, et Londres. A Paris, dans le 17ème arrondissement, il reprend l'atelier de Jules Chéret au 41 rue Bayen.
Il rencontre à Nice Charlotte Adrienne Michel (6 novembre 1874, Dieppe - 22 août 1874, Néris-les-Bains) qui deviendra son épouse. Avec elle, il aura 3 enfants : Hélène (5 novembre 1906 - 23 septembre 1991), Marguerite (1908 - 1910) et Alexandre (4 septembre 1910 - 22 février 1979), lui-même artiste peintre. Le décès de la petite Marguerite en 1910 le marquera profondément. Il finit sa vie dans sa résidence de villégiature à Néris-les Bains (au 14 rue Massenet) le 21 février 1951.

## Son style
Son ami André Fontainas décrit Constantin comme "d'un tempérament torturé, il s'est cherché lui-même et par lui-même, avant de produire (ce qui n'a jamais été son principal souci). Il s'est créé des raisons aussi bien que des moyens de s'exprimer." Fontainas le classe parmi les Symbolistes.
Il existe un contraste saisissant dans l'oeuvre de Constantin; d'une part ses sculptures "torturées" ou caricaturales dénonçant les tares de la société, et de l'autre ses peintures de style fantastique et onirique.

## Salons et expositions
- Société Nationale des Beaux Arts, Paris, 1903 et 1910. Portraits et paysages fantastiques à la Turner (peintures).

- Salon des Indépendants, Paris, 1905. "Les Angoissés de la vie" : L’Avare, Le Malade imaginaire, Rosile, Don Bartolo et Bazile (figurines de cire).
- Salon des Indépendants, Paris, 1906. Jésus Christ, Job et ses amis, L’Evèque, et L’Antiquaire (figurines de cire).

- Salon société internationale des Aquarellistes, Paris, 1909. Le Fuyard, Judas, La Mort libératrice, Jacques Bonhomme (cires dures).

- Société des artistes français, Paris, 1910, Autoportrait.

- Galerie Maison Devambez, Paris, 1917. “Poèmes plastiques d’une exceptionnelle saveur,” trente toiles peintes à l’essence.
- Galerie Maison Devambez, Paris, 1921. Exposition de 54 peintures, 14 dessins, et 2 groups de sculptures en bronze et cire[2].

- Galerie de la Fonderie Hebrard, Paris, 1918. Christ aux outrages, Tentation de Jésus, Maternités, Calvaires (sculptures en bronze).
- Salon société internationale des Aquarellistes, Paris, 1919. Ganesco enchanteur.

## Correspondances connues
- James Ensor: 19 novembre 1949 et 13 avril 1960, Oostende, Belgique.
- Felix Ziem: 10 novembre 1911, Paris, France et 25 février 1921, Beaune, France.
- Jules Chéret: 23 septembre 1932, Nice, France et 1er juin 1936, Paris, France.
- Auguste Rodin: 17 novembre 1917, Meudon, France et 12 novembre 1940 (?) Paris, France.